# (242648) Fribourg
(242648) Fribourg ist ein Asteroid des Hauptgürtels, der am 13. Juli 2005 vom Astronomen Peter Kocher (* 1939) bei Marly nahe Freiburg im Üechtland entdeckt wurde.
Am 20. Oktober 2011 wurde er nach der Region Fribourg benannt.